# Grande Prêmio de Mônaco de 1972
Resultados do Grande Prêmio de Mônaco de Fórmula 1 realizado em Montecarlo em 14 de maio de 1972. Quarta etapa da temporada, nela aconteceu única vitória do francês Jean-Pierre Beltoise e também a última da equipe BRM.

## Classificação da prova
| Pos.   | Nº | Piloto               | Construtor     | Voltas | Tempo/Diferença  | Grid | Pontos |
| ------ | -- | -------------------- | -------------- | ------ | ---------------- | ---- | ------ |
| 1      | 17 | Jean-Pierre Beltoise | BRM            | 80     | 2:26:55.3        | 4    | 9      |
| 2      | 6  | Jacky Ickx           | Ferrari        | 80     | + 38.2           | 2    | 6      |
| 3      | 8  | Emerson Fittipaldi   | Lotus-Ford     | 79     | + 1 volta        | 1    | 4      |
| 4      | 1  | Jackie Stewart       | Tyrrell-Ford   | 78     | + 2 voltas       | 8    | 3      |
| 5      | 15 | Brian Redman         | McLaren-Ford   | 77     | + 3 voltas       | 10   | 2      |
| 6      | 16 | Chris Amon           | Matra          | 77     | + 3 voltas       | 6    | 1      |
| 7      | 12 | Andrea de Adamich    | Surtees-Ford   | 77     | + 3 voltas       | 18   |        |
| 8      | 26 | Helmut Marko         | BRM            | 77     | + 3 voltas       | 17   |        |
| 9      | 21 | Wilson Fittipaldi    | Brabham-Ford   | 77     | + 3 voltas       | 21   |        |
| 10     | 27 | Rolf Stommelen       | Eifelland-Ford | 77     | + 3 voltas       | 25   |        |
| 11     | 3  | Ronnie Peterson      | March-Ford     | 76     | + 4 voltas       | 15   |        |
| 12     | 20 | Graham Hill          | Brabham-Ford   | 76     | + 4 voltas       | 20   |        |
| 13     | 5  | Mike Beuttler        | March-Ford     | 76     | + 4 voltas       | 23   |        |
| 14     | 9  | Dave Walker          | Lotus-Ford     | 75     | + 5 voltas       | 14   |        |
| 15     | 14 | Denny Hulme          | McLaren-Ford   | 74     | + 6 voltas       | 7    |        |
| 16     | 4  | Niki Lauda           | March-Ford     | 74     | + 6 voltas       | 22   |        |
| 17     | 23 | José Carlos Pace     | March-Ford     | 72     | + 8 voltas       | 24   |        |
| NC     | 2  | François Cevert      | Tyrrell-Ford   | 70     | Não classificado | 12   |        |
| Ret    | 22 | Henri Pescarolo      | March-Ford     | 58     | Acidente         | 9    |        |
| Ret    | 7  | Clay Regazzoni       | Ferrari        | 51     | Acidente         | 3    |        |
| Ret    | 11 | Mike Hailwood        | Surtees-Ford   | 48     | Acidente         | 11   |        |
| Ret    | 19 | Howden Ganley        | BRM            | 47     | Acidente         | 20   |        |
| Ret    | 10 | Tim Schenken         | Surtees-Ford   | 31     | Acidente         | 13   |        |
| Ret    | 18 | Peter Gethin         | BRM            | 27     | Acidente         | 5    |        |
| Ret    | 28 | Reine Wisell         | BRM            | 16     | Motor            | 16   |        |
| Fonte: |    |                      |                |        |                  |      |        |

## Tabela do campeonato após a corrida
|    | Pos. | Piloto               | Pontos |
| -- | ---- | -------------------- | ------ |
| 1  | 1    | Emerson Fittipaldi   | 19     |
| 1  | 2    | Jacky Ickx           | 16     |
| 2  | 3    | Denny Hulme          | 15     |
|    | 4    | Jackie Stewart       | 12     |
| 20 | 5    | Jean-Pierre Beltoise | 9      |

|   | Pos. | Construtor   | Pontos |
| - | ---- | ------------ | ------ |
| 1 | 1    | Lotus-Ford   | 19     |
| 1 | 2    | McLaren-Ford | 19     |
|   | 3    | Ferrari      | 19     |
|   | 4    | Tyrrell-Ford | 12     |
| 3 | 5    | BRM          | 9      |

- Nota: Somente as primeiras cinco posições estão listadas. A temporada de 1972 foi dividida em dois blocos de seis corridas onde cada piloto descartaria um resultado. Neste ponto esclarecemos: na tabela dos construtores figurava somente o melhor resultado dentre os carros do mesmo time.